# Sporothrix schenckii
Sporothrix schenckii é uma espécie de fungo dimórfico da família Ophiostomataceae. S. schenckii é a única espécie descrita para o gênero Sporothrix. É o agente etiológico da esporotricose que pode acometer animais e seres humanos.